# Amber Benson
Amber Nicole Benson (Birmingham, 8 de enero de 1977) es una actriz, directora y guionista estadounidense. Hija de Edward Benson, psiquiatra, y Diane Benson. Tiene una hermana menor llamada Danielle que es artista. Su papel más importante ha sido en la popular serie Buffy la Cazavampiros, en donde interpreta a Tara Maclay.

## Carrera

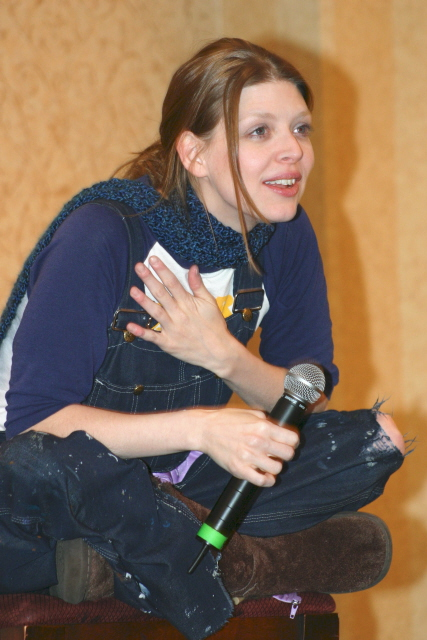
Amber Benson en 2005

De pequeña, Amber estudió música y danzas, y tuvo participaciones en el Birmingham Children´s Ballet, así como también en teatros locales. Posteriormente, su familia decidió mudarse a Florida, en parte para ayudarla a formar su carrera como actriz, donde no tuvo mucha suerte, por lo que finalmente se relocalizaron en Los Ángeles, donde Amber comenzó rápidamente a trabajar en cine y televisión.
Su debut ante las cámaras fue en el año 1993, cuando formó parte del elenco del thriller “Veneno en la piel”, protagonizado por Alicia Silverstone y Cary Elwes, al que le siguieron papeles en las cintas “El rey de la colina”, “Crímenes imaginarios”, protagonizada por Vincent D'Onofrio, Chris Penn y Harvey Keitel, “Tres padres solteros”, “Deadtime”, “Take It Easy”, los telefilmes “Jack Reed: Badge of Honor”, “Jack Reed: A Search for Justice” y “Jack Reed: One of Our Own”, y participaciones en las series “Promised Land” y “Cracker”.
En 1999 consiguió el papel de Tara Maclay en la serie Buffy, la Cazavampiros, el cual le trajo un gran reconocimiento por parte del público. En este programa estuvo hasta el año 2002.
Desde entonces, sus créditos incluyen participaciones en Caso abierto, The Inside, Sobrenatural y Sin cita previa, y papeles en las comedias “Chance”, de la cual fue protagonista, además de escritora, directora, productora y editora, “Latter Days”, con Steve Sandvoss y Wes Ramsey, “Kiss the Bride”, en la que trabajó junto a Tori Spelling y Philipp Karner, Act Your Age, Strictly Sexual y “Tripping Forward”, entre otras, el thriller “Intermedio” y los dramas “Race You to the Bottom” y “Simple Things”.
Trabajó además en telefilmes como “Holiday Wishes”, “Gryphon” y “7 Things to Do Before I'm 30”.
Luego de dejar la serie Buffy, la Cazavampiros, Benson comenzó a producir cintas de animación para la BBC junto a Christopher Golden y el estudio Cosgrove Hall. Entre ellas podemos mencionar “Ghosts of Albion: Legacy” y “Ghosts of Albion: Embers”. En 2006 lanzó su segunda cinta independiente, “Lovers, Liars & Lunatics”, a través de su propia compañía productora, Benson Entertainment.

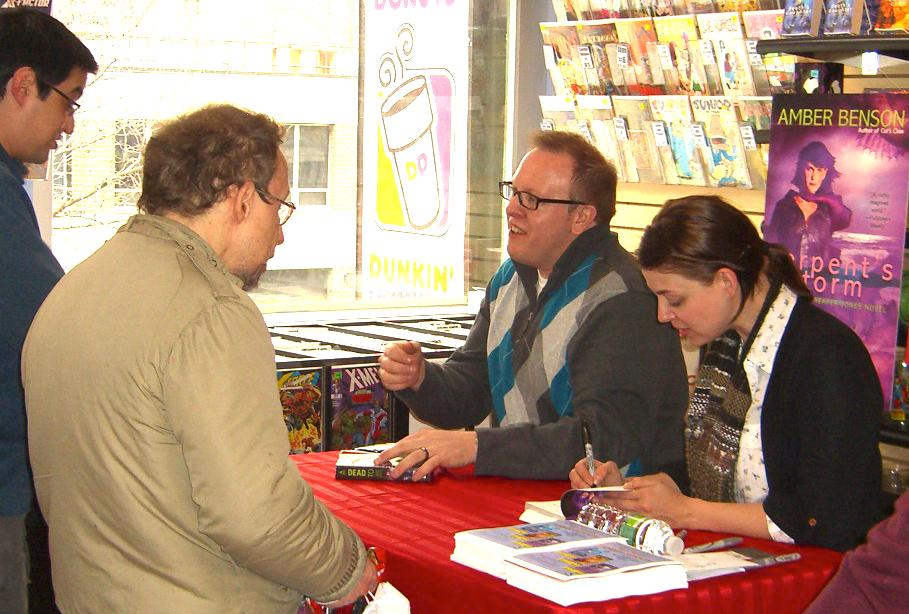
Amber Benson en 2011

Benson también ha incursionado en el ambiente musical, cantando en un episodio de Buffy, la Cazavampiros, Once More, with Feeling, y escribió la letra de varias canciones.
Ha escrito y dirigido varias teleseries, destacando Chance en 2002, el cual además protagonizó. También ha escrito tres cómics, dos de ellos basados en los personajes de Willow y Tara, de la serie Buffy, la Cazavampiros.

## Filmografía
| Año       | Título                          | Rol                         | Notas                                                                     |
| --------- | ------------------------------- | --------------------------- | ------------------------------------------------------------------------- |
| 1993      | Jack Reed: Badge of Honor       | Nicole Reed                 | Telefilme                                                                 |
| 1994      | Jack Reed: A Search for Justice | Nicole Reed                 | Telefilme                                                                 |
| 1995      | Don's Plum                      | Actriz de soporte           |                                                                           |
| 1995      | Jack Reed: One of Our Own       | Nicole Reed                 | Telefilme                                                                 |
| 1998      | Promised Land                   | Amy Farnsworth              | Episodio: Out of Bounds                                                   |
| 1999      | Cracker                         | Amy                         | Episodio: "The Club"                                                      |
| 1999–2002 | Buffy the Vampire Slayer        | Tara Maclay                 | Temp. 4–6; 47 episodios Recurrente (1999–2002) Principal (2002:Seeing Red |
| 2001      | The Enforcers                   | Abby                        | Miniserie                                                                 |
| 2004      | Cold Case                       | Julia Hoffman               | Episodio: "Volunteers"                                                    |
| 2005      | The Inside                      | Allison Davis               | Episodio: "The Perfect Couple"                                            |
| 2006 2011 | Supernatural                    | Lenore                      | Episodio: "Bloodlust" Episodio: "Mommy Dearest"                           |
| 2006      | Holiday Wishes                  | Danni Hartford              | Telefilme                                                                 |
| 2007      | Gryphon                         | Princess Amelia of Lockland | Telefilme                                                                 |
| 2008      | Long Island Confidential        | Piloto                      |                                                                           |
| 2008      | 7 Things to Do Before I'm 30    | Lori Madison                | Telefilme                                                                 |
| 2009      | Private Practice                | Jill Duncan                 | Episodio: "Finishing"                                                     |
| 2010      | Grey's Anatomy                  | Corrine                     | Episodio: "That's Me Trying"                                              |
| 2011      | Ringer                          | Stripper Mary Curtis        | Episodio: "That's What You Get for Trying to Kill Me"                     |
| 2012      | Husbands                        | Angry Mom                   | Episodio: "Appropriate Is Not the Word"                                   |
| 2014      | Morganville: The Series         | Amelie                      | Web TV Series                                                             |
| 2016      | Red vs. Blue                    | Epsilon Grif                | Episodio: "Get Bent" (Season 14)                                          |

| Año    | Título                   | Rol                                             | Notas                                                      |
| ------ | ------------------------ | ----------------------------------------------- | ---------------------------------------------------------- |
| 1993   | King of the Hill         | Ella McShane                                    |                                                            |
| 1993   | The Crush                | Cheyenne                                        |                                                            |
| 1994   | S.F.W.                   | Barbara "Babs" Wyler                            |                                                            |
| 1994   | Imaginary Crimes         | Margaret                                        |                                                            |
| 1995   | Bye Bye Love             | Meg Damico                                      | Con sus coestrellas de Buffy Eliza Dushku y Lindsay Crouse |
| 1998   | Can't Hardly Wait        | Stephanie                                       |                                                            |
| 1999   | Take It Easy             | Justy                                           |                                                            |
| 1999   | Deadtime                 | Patty                                           |                                                            |
| 2000   | The Prime Gig            | Batgirl                                         |                                                            |
| 2001   | Hollywood, Pennsylvania  | Mandy Calhoun                                   |                                                            |
| 2001   | Don's Plum               | Amy                                             |                                                            |
| 2002   | Taboo                    | Piper                                           |                                                            |
| Chance | Chance                   | Directora, Productora Benson Entertainment Inc. |                                                            |
| 2003   | Latter Days              | Traci Levine                                    |                                                            |
| 2005   | Intermedio               | Barbie                                          |                                                            |
| 2005   | Race You to the Bottom   | Maggie                                          |                                                            |
| 2006   | Lovers, Liars & Lunatics | Justine                                         | Directora, productora                                      |
| 2007   | Simple Things            | Sally                                           |                                                            |
| 2007   | Girltrash!               | Svetlana 'Lana' Dragovich                       |                                                            |
| 2007   | Kiss the Bride           | Elly Golski                                     |                                                            |
| 2007   | Gryphon                  | Princess Amelia of Lockland                     |                                                            |
| 2008   | Strictly Sexual          | Donna                                           |                                                            |
| 2008   | The Blue Tooth Virgin    | Jennifer                                        |                                                            |
| 2008   | One-Eyed Monster         | Laura                                           |                                                            |
| 2009   | Tripping Forward         | Gwen                                            |                                                            |
| 2009   | Another Harvest Moon     | Gretchen                                        |                                                            |
| 2011   | Act Your Age             | Julia                                           |                                                            |
| 2010   | The Killing Jar          | Noreen                                          |                                                            |
| 2010   | Drones                   |                                                 | Codirectora                                                |
| 2012   | Dust Up                  | Ella misma                                      |                                                            |
| 2015   | Desire Will Set You Free | Jayne                                           |                                                            |
| 2016   | Selling Isobel           | Chloe                                           |                                                            |
| 2017   | Trip House               | Maya                                            |                                                            |
| 2024   | I Saw the TV Glow        | Tara                                            |                                                            |